# Рождество в Нью-Мексико
Рождественские традиции в штате Нью-Мексико, США, сформировались на основе испанских, индейских и англо-американских традиций.

## Украшения

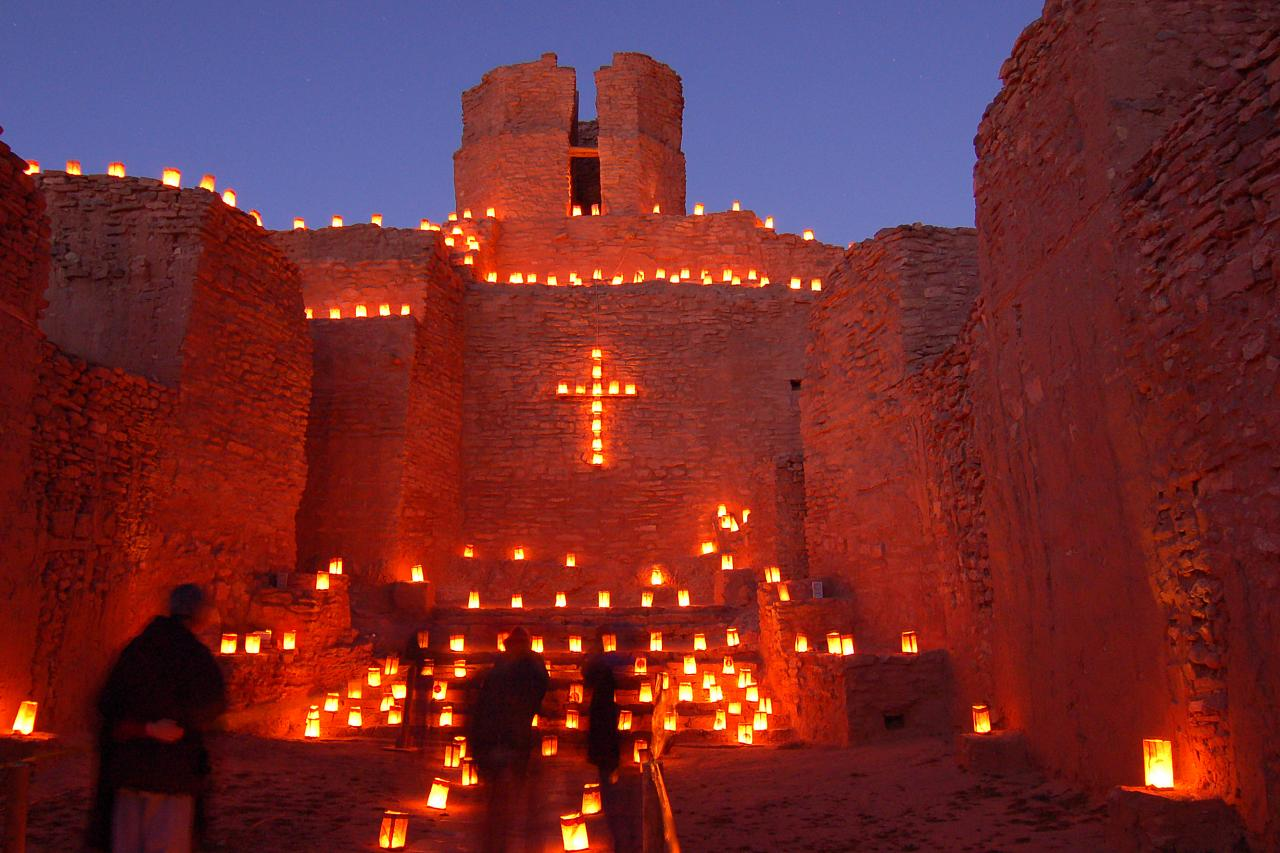
Фаролитос возле старой миссионерской церкви, Jemez Historic Site, Нью-Мексико

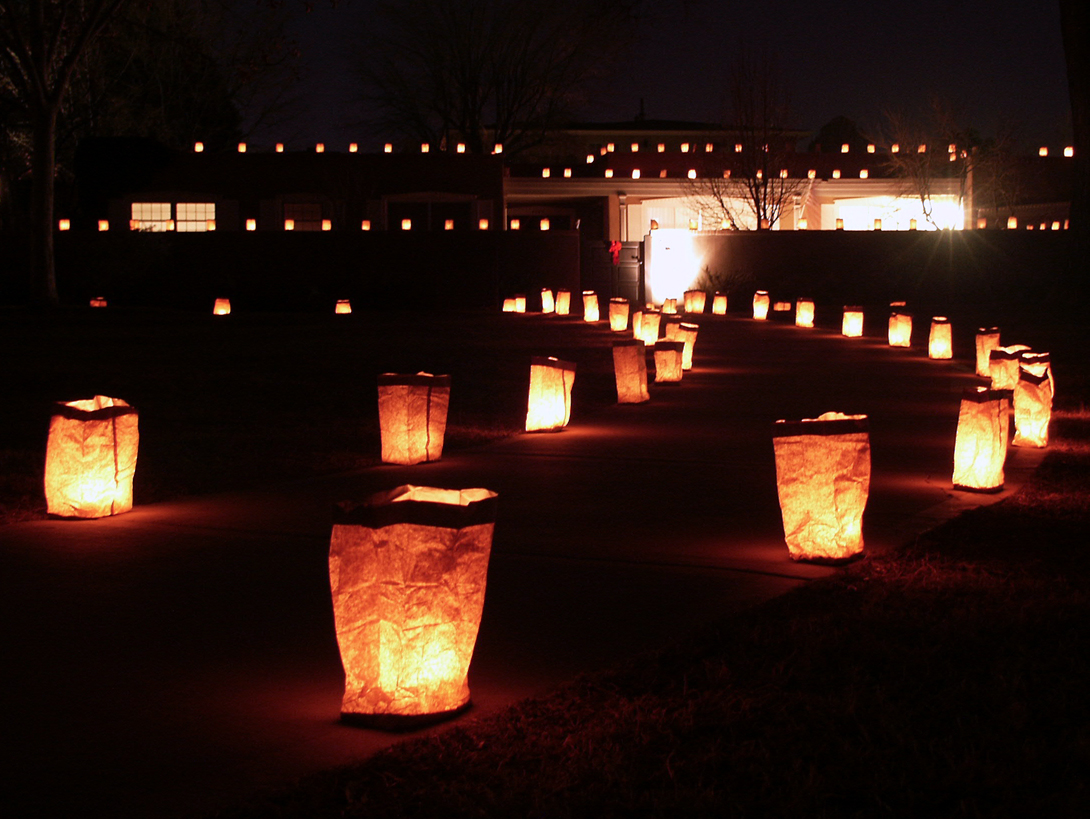
Фаролитос в Альбукерке, Нью-Мексико

В качестве традиционного рождественского украшения жители Нью-Мексико используют фаролитос (исп. farolitos): небольшие бумажные фонарики, наполненные песком, внутри которых установлена горящая свеча. Их обычно размещают вдоль дорожек, на крышах и у входов в дома. Считается, что эта традиция пришла в Нью-Мексико с Филиппин, благодаря испанским торговцам, которые увидели там китайские бумажные фонарики и завезли их оттуда в Новую Испанию. Фаролитос также часто называют люминариями. Слова farolito и luminaria сегодня являются синонимами, но традиционно luminarias — это праздничные костры, сложенные из брёвен пиньона, а farolitos — это именно зажжённые фонарики, традиционное рождественское украшение в Нью-Мексико. Фаролитос стали символом прихода зимы, сдержанных обещаний и духа Рождества. Традиции рождественской ёлки и венков, сделанных из сосновых веток, были завезены в Нью-Мексико немецкими иммигрантами и американцами немецкого происхождения со Среднего Запада.

## Торжества
Коренные американцы Нью-Мексико часто участвуют в традиционных танцах с матачинами на Рождество. Эти танцы сочетают в себе элементы испанских танцев El Moros y los Cristianos, традиционных ритуалов коренных американцев и ритуальных танцев коренных народов Мексики.
Шествие Девы Марии Гваделупской отмечается латиноамериканцами и американцами мексиканского происхождения.
Лас Посадас — праздничный период, напоминающий славянские Святки. Длится с 16 по 24 декабря. В этот период празднующие, переодетые как Мария и Иосиф, ходят от дома к дому, прося крова и еды, как бы тем самым воспроизводя обстоятельства рождения Иисуса Христа.